# Olívio Montenegro
Olívio Bezerra Montenegro (Guarabira, PB, 25 de agosto de 1896 — Recife, 16 de fevereiro de 1962, ) foi um   escritor, jornalista, advogado e professor brasileiro.
Fez seus primeiros estudos em João Pessoa, capital da Paraíba. Começou a estudar Direito em São Paulo, vindo a formar-se em 1917, na Faculdade de Direito do Recife. No ano seguinte foi nomeado promotor público de Nazaré da Mata, em Pernambuco. Em 1923 tornou-se juiz municipal em Recife.
Seu exercício na magistratura não foi longo, passando a dedicar-se ao magistério e ao jornalismo. Foi professor catedrático e diretor do Ginásio Pernambucano.
No jornalismo, foi colaborador do Diário de Pernambuco, de 1940 a 1962. Escreveu para jornais e revistas do Rio de Janeiro, como o Correio da Manhã. Foi secretário de A Província, periódico na ocasião dirigido por Gilberto Freyre.
Escreveu alguns livros, dentre eles o romance Os irmãos Marçal (1922), Um revolucionário da Praieira - Borges da Fonseca (1938), livro que o tornou conhecido na área de crítica literária, Memórias do Ginásio Pernambucano (1943),  Ensaios (1954) e Folhas ao vento (edição póstuma, 1969).
Sua maior amizade foi com o escritor e conterrâneo José Lins do Rego ( ambos são paraibanos ), com quem trocou 132 cartas. Essas cartas estão dispostas ao público pelo Projeto Ateliê de José Lins - série: Correspondência passiva.

Olívio Montenegro foi bibliófilo, proprietário de uma das maiores bibliotecas particulares do Recife.
Morreu durante um almoço com amigos.